# Jason Hicks
Jason Hicks (16 de enero de 1990 en Gravesend) es un futbolista inglés nacionalizado neozelandés que juega como mediocampista en el Benthleigh Greens. Representa a Nueva Zelanda en el ámbito internacional.

## Carrera
Jugó sus primeros partidos oficiales en el Waitakere United por la temporada 2009/10. En 2010 pasó al Waikato FC, y luego de dos temporadas llamó la atención del Auckland City, que lo fichó previo al inicio de la ASB Premiership 2012/13, aunque al finalizar la competición, rescindió su contrato y firmó con el Sunshine Coast Fire australiano. A mediados de 2013 volvió a su país para integrar el plantel del Team Wellington, aunque previo al inicio de la temporada sería dado a préstamo al Wellington Phoenix para cubrir las ausencias provocadas por el amistoso entre Nueva Zelanda y Trinidad y Tobago. Sus buenas actuaciones llevaron a Ernie Merrick a contratarlo por dos años. En 2015 dejó el club, firmando luego con el South Melbourne australiano. En 2016 pasó al Melbourne Knights, para en 2017 recalar en el Benthleigh Greens.

### Clubes
| Club                | País          | Año             |
| ------------------- | ------------- | --------------- |
| Waitakere United    | Nueva Zelanda | 2009 - 2010     |
| Waikato             | Nueva Zelanda | 2010 - 2012     |
| Auckland City       | Nueva Zelanda | 2012 - 2013     |
| Sunshine Coast Fire | Australia     | 2013            |
| Team Wellington     | Nueva Zelanda | 2013            |
| Wellington Phoenix  | Nueva Zelanda | 2013 - 2015     |
| South Melbourne     | Australia     | 2015            |
| Melbourne Knights   | Australia     | 2016 - 2017     |
| Benthleigh Greens   | Australia     | 2017 - Presente |

### Selección nacional
Representó a Nueva Zelanda en la Copa Mundial Sub-17 de 2007. En dicho torneo los neozelandeses hicieron un pésimo papel, perdiendo todos sus partidos, además de recibir 13 goles en 3 partidos y no convertir ninguno. Los resultados fueron 7-0 ante Brasil, 5-0 frente a Inglaterra y finalmente 1-0 contra Corea del Norte.
Fue parte del plantel sub-23 que obtuvo el Torneo Preolímpico de la OFC 2012, mientras que jugó por primera vez con la selección absoluta el 30 de mayo de 2014 en un amistoso ante Sudáfrica.

#### Partidos y goles internacionales
| Partidos y goles internacionales | Partidos y goles internacionales | Partidos y goles internacionales | Partidos y goles internacionales | Partidos y goles internacionales | Partidos y goles internacionales | Partidos y goles internacionales |
| #                                | Fecha                            | Estadio                          | Rival                            | Resultado                        | Competición                      | Gol(es)                          |
| 2014                             | 2014                             | 2014                             | 2014                             | 2014                             | 2014                             | 2014                             |
| -------------------------------- | -------------------------------- | -------------------------------- | -------------------------------- | -------------------------------- | -------------------------------- | -------------------------------- |
| 1                                | 30 de mayo                       | Mount Smart Stadium, Auckland    | Sudáfrica                        | 0 – 0                            | Amistoso                         |                                  |

## Palmarés
| Título                | Club             | País          | Año     |
| --------------------- | ---------------- | ------------- | ------- |
| Campeonato Sub-17 OFC | Selección Sub-17 | Nueva Zelanda | 2007    |
| Campeonato de Fútbol  | Waitakere United | Nueva Zelanda | 2009/10 |
| Preolímpico de la OFC | Selección Sub-23 | Nueva Zelanda | 2012    |